# CR Возничего
CR Возничего (лат. CR Aurigae) — одиночная переменная звезда в созвездии Возничего на расстоянии (вычисленном из значения параллакса) приблизительно 12974 световых лет (около 3978 парсеков) от Солнца. Видимая звёздная величина звезды — от +14,28m до +13,55m.

## Характеристики
CR Возничего — жёлтая пульсирующая переменная звезда типа RR Лиры (RRAB) спектрального класса G. Радиус — около 5,87 солнечных, светимость — около 33,372 солнечных. Эффективная температура — около 5726 К.